# Paolo De Stefano
Paolo De Stefano (Reggio Calabria,  24 de janeiro de 1943 — Reggio Calabria, 13 de outubro de 1985) foi um criminoso italiano e chefe da máfia calabresa conhecida como 'Ndrangheta. Paolo foi o segundo de quatro irmãos, foi assassinado à segunda guerra da Ndrangheta que eclodiu na Reggio Calabria nos anos oitenta.